# Parque Científico Albert Einstein

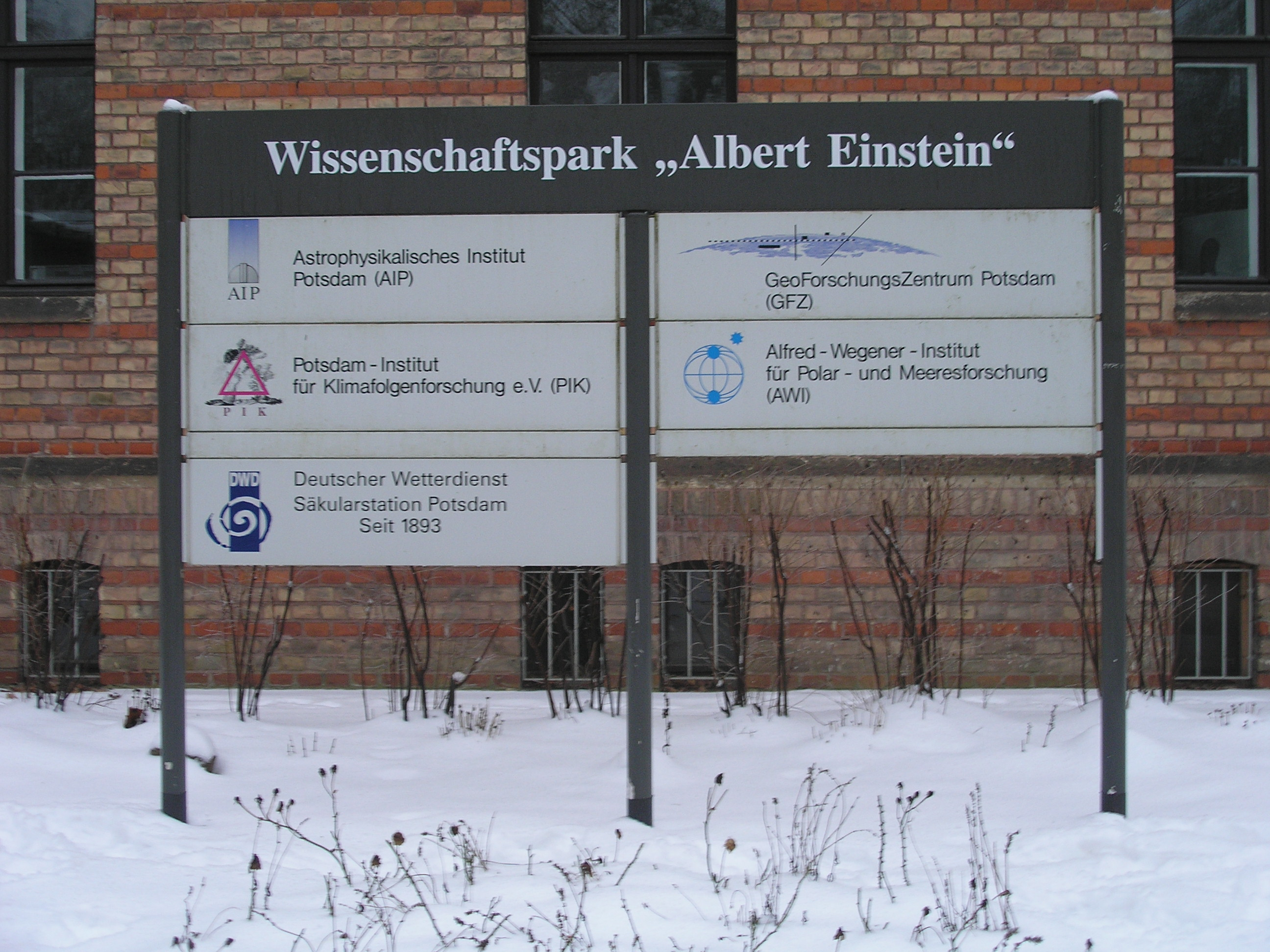
Placa informativa

O Parque Científico Albert Einstein está localizado no Telegrafenberg em Potsdam. É denominado em memória do físico Albert Einstein. A edificação mais conhecida do parque é a Torre Einstein, construída a fim de averiguar experimentalmente sua teoria da relatividade geral.
O parque científico foi instalado na metade do século XIX de acordo com planos do arquiteto Paul Emanuel Spieker sobre o Telegrafenberg. Foram construídos diversos observatórios astronômicos, meteorológicos e geofísicos, integrados em um jardim inglês. Dentre as mais conhecidas construções constam a Torre Einstein e o Grande Refrator, pertencentes atualmente ao Instituto Leibniz de Astrofísica de Potsdam
Desde 1992 está localizado no parque o Instituto Potsdam de Pesquisas sobre o Impacto Climático.